# Johan Oxenstierna
Johan Gabriel Oxenstierna af Korsholm och Wasa (Stoccolma, 28 agosto 1899 – Täby, 18 luglio 1995) è stato un pentatleta svedese.

## Palmarès
In carriera ha conseguito i seguenti risultati:
- Giochi olimpici:

Los Angeles 1932: oro nel pentathlon moderno.